# Víctor García (calciatore 1997)
Víctor García Raja (Xeraco, 16 settembre 1997) è un calciatore spagnolo, difensore o ala del Levante.

## Carriera
Cresciuto nel Torre Levante, il 12 giugno 2018 firma un biennale con il Deportivo B; dopo un'ottima stagione a livello individuale, il 26 luglio 2019 passa al Real Valladolid B, con cui si lega fino al 2021. Il 7 luglio 2020 debutta in Primera División con il club bianco-viola, in occasione della partita persa per 2-1 contro il Valencia, segnando l'unica rete della sua squadra.
Il 6 agosto, dopo aver rinnovato fino al 2023, passa a titolo temporaneo al Sabadell; il 27 agosto 2021 viene ceduto, sempre in prestito, al Deportivo La Coruña. Il 16 agosto 2022 si svincola dal Real Valladolid, venendo tesserato dall'Alcorcón, con cui conquista subito la promozione in Segunda División.